# Scriblerian and the Kit-Cats
The Scriblerian and the Kit-Cats ist eine halbjährlich erscheinende, von der Pennsylvania State University Press publizierte, englischsprachige akademische Fachzeitschrift, die sich überwiegend mit der Literatur und Kulturgeschichte des 18. Jahrhunderts befasst.
Die Zeitschrift enthält wissenschaftliche Aufsätze und rezensiert Bücher vor allem über englische Dramatiker, Dichter, Satiriker und Romanautoren, beschäftigt sich aber auch mit allgemeinhistorischen und kulturellen Fragestellungen vom späten 17. bis zum späten 18. Jahrhundert. Darüber hinaus veröffentlicht die Zeitschrift literarische und historische Notizen, berichtet über aktuelle wissenschaftliche Diskussionen und über bibliografische Projekte.
Die Zeitschrift wurde 1968 von Roy Wolper, Peter A. Tasch und Arthur J. Weitzman als The Scriblerian an der Temple University, Philadelphia, gegründet und erweiterte 1971 ihren Namen in The Scriblerian and the Kit-Cats, um zu betonen, dass nicht nur akademische Publikationen zu den Autoren des Scriblerus Club, sondern auch zu den Literaten, Künstlern und Politikern im Umfeld des Kit-Cat Klub berücksichtigt werden. 1979 erweiterte die Zeitschrift ihre Publikationsthemen im Sinne des noch heute bestehenden Standards.
Von fachwissenschaftlicher Seite werden die vielen aktuellen Rezensionen gelobt, die in der Zeitschrift zu finden sind: „Scriblerian is a good forum, not only for identifying recent scholarship in the field, but also for obtaining critical assessments of these publications.“
Die derzeitigen Herausgeber der Zeitschrift sind Neil Guthrie, Melanie Holm und E. Derek Taylor.